# Decorațiile Casei Regale Române
Decorațiile Casei Regale Române sunt o recompensă pentru meritele vizibile și speciale ale destinatarilor pentru statul român și casa regală a României. 
Dupa semnarea Regulamentului Fundamental al Casei Regale a României în anul 2007, fostul Regele Mihai I, care a abdicat în 1947 sub presiune comunistă, a reînstituit Ordinul Carol I și Ordinul Coroanei și a instituit de asemenea trei decorațiuni și două medalii.
Ordinele, decorațiile și medaliile atribuite în prezent sunt:
1. Ordinul „Carol I”[2]
2. Ordinul „Coroana României”[3][4]
3. Decorațiile și medaliile prezentate mai jos

## Decorațiile Regale ale Custodelui Coroanei Române
Decorațiile Regale ale Custodelui Coroanei Române este o Decorație Regală a Casei Române, instituită la 18 ianuarie 2015 de către Prințesa Margareta a României, pentru a simboliza un sfert de secol de la sosirea ei în România după 42 de ani. A urmat unui exil al familiei regale românești.

### Decorația
Decorația este onorată membrilor Casei României, atat bărbaților cât și femeilor, pentru a participa și a face posibilă revenirea membrilor familiei regale românești, precum și pentru promovarea familiei regale a oamenilor în munca lor de restaurare a României după anii de suferință ai poporului român.
Decorația poate fi acordată actualilor și foștilor ambasadori sau românilor străini care au adus o contribuție incontestabilă la relațiile României cu lumea.
Decorația poate fi acordată instituțiilor sau organizațiilor, a căror activitate este circumscrisă pentru criteriile de mai sus.

### Statute
Numărul maxim de membri ai decorației este de 400, inclusiv instituțiile și organizațiile.
Decorația este sărbătorită în data de 3 mai în fiecare an, care este ziua de naștere a Reginei Elena, regina mamă a României, născută în 1898, mama Regelui Mihai I.

Suveranul și Marele Maestru Cavaler primesc versiunea lor de Decorație, care este fie o medalie, fie o medalie formată din arc. Destinatarii de sex masculin sunt Cavalerii Decorațiunii și primesc o Medalie care poate fi purtată la ocazii speciale cu un costum întunecat sau cu frac. Destinatarele de la Casa României sunt, de asemenea, Cavalerii Decorației, alte femei sunt Dame de Decorație; ambele primesc o medalie și o medalie formată din arc, în timpul zilei când medalia este purtată cu rochii de zi, iar seara fie medalia sau arcul format. Medalia poate fi purtată cu o rochie de seară.

### Caracteristici
Cavalerii de clasă specială sunt decorați în aur alb care are o formă ovală și este format din 25 de safire, iar în partea de sus cu Coroana României care atârnă de panglică.
Decorația Cavaler/Damă Prima Clasă este fabricată în Aur și este mai mică decât cea a Cavalerilor Suverani și a Marelui Maestru, iar în partea de sus este Coroana României care atârnă din panglică.
Decorația Cavaler/Damă A Doua Clasă este realizată în aur alb și este de aceeași dimensiune cu Decorația de Clasa I și în partea de sus cu Coroana Româneasca, care atarnă din panglică.

Pe aversul tuturor claselor Decorațiilor se află efigia Coroanei Prințesa Margareta, cu inscripția circulară „Custode al Coroanei Române”.
Pe reversul tuturor claselor decorației se află monograma regală a Prințesei Margareta a Coroanei.
Panglica pentru medalie și medalia de arc formată este albastru închis, cu dungi de argint pe laturi care este aceeași cu Ordinul Coroanei; pentru arcul format Medalie panglica este peisaj.

### Destinatari

#### Clasa specială
- Margareta, Principesă a României

#### Prima clasă
- Prințesa Elena[22][23]
- Prințesa Sofia[24][25]
- Prințesa Maria[26]
- Nicholas Medforth-Mills[27]

#### A Doua Clasă
- Florin Iacobescu, Reprezentant legal al Casa României[5]
- Școala Gimnazială Custodele Coroanei Margareta[5][28]
- Contesa Susannah Antamoro de Cespedes, Liderul reprezentativ al FPMR[5][29]
- Jean Milligan David, Reprezentant al FPMR în Elveția[5][30]
- Alexandra Dăriescu, Pianist Aclamat în România[5][31]